# Врховлє (Сежана)
Врховлє (словен. Vrhovlje) — поселення в общині Сежана, Регіон Обално-крашка, Словенія. Висота над рівнем моря: 376,6 м. Розташоване на кордоні з Італією.